# Juan Rodriguez (auteur de jeux)
Pour les articles homonymes, voir Juan Rodriguez et Rodriguez.
 (mai 2019).
Si vous disposez d'ouvrages ou d'articles de référence ou si vous connaissez des sites web de qualité traitant du thème abordé ici, merci de compléter l'article en donnant les références utiles à sa vérifiabilité et en les liant à la section « Notes et références ».
Juan Rodriguez (alias Jean-Charles Rodriguez) est un auteur français de jeux de société et réalisateur de dessins animés.
Il est également graphiste, dessinateur, scénariste et réalisateur. D'origine espagnole, il vit en France depuis 1960, et en Occitanie depuis 2021.

## Parcours
Amateur de Science-fiction, il lance en 1973 : Nadir, un fanzine de SF, qui publie Daniel Walther, Jean-Pierre Andrevon, Francis Schall… Avec ses illustrations et celles de Didier Guiserix.
Il réalise à partir de ces années des illustrations pour divers magazines.
Puis à partir de 1982, il crée des jeux avec Sylvie Barc, sa compagne d'alors, qu'il illustre pour la plupart. D'abord dans Jeux & Stratégie en encart et en mini-jeux, puis en encart dans Casus Belli. Ensuite édités et certains signés Los Rodriguez.
En 1986, sortie de "Paris Zoom" chez Jeux Descartes, en collaboration avec la RATP.
Autour des jeux de rôle, il participe aux règles et scénarios d'Empire Galactique , seconde édition, chez Robert Laffont, avec entre autres un scénario : L'astéroïde. Il édite et illustre la première édition de Rêve de Dragon de Denis Gerfaud. Il réalise un écran de L'Appel de Cthulhu puis participe et illustre le supplément Les Années Folles.
Il collabore en tant qu'auteur de jeux, graphiste et illustrateur à de nombreux magazines Info-Jeux magazine, Jeux magazine, il conçoit et réalise les maquettes des premiers numéros de certains d'entre eux : Graal, Dragon magazine, Chroniques d'Outre-Monde…
Il crée en 1990 son studio graphique (Studio JCR) et crée des visuels et nombre d'affiches surtout dans le domaine culturel.
En 1993 et 1994, il publie "Élixir", "Tic Tac Boum", "Tyrannausorus Rex" et une série de jeux enfants basés sur des comptines.
Parallèlement, il travaille pendant 10 ans à Charlie Hebdo à la maquette et la fabrication.
En 1995, son prénom usuel devient Juan.
En 1997 sort en Allemagne chez l'éditeur Kosmos "Das Gold der Maya". 
En 2001 sort "Bombay Bazar" chez Tactic.
Avec Thierry Garance, il adapte en série d'animation le strip de Charb : Maurice et Patapon, avec les voix de Michel Muller et Olivier Brocheriou, produit par Melting Productions. Il travaille sur d'autres adaptations et sur un projet de long-métrage animé.
En 2011, il monte avec d'autres une structure de création d'expériences ludiques et interactives : UTCHA.
En 2014, avec Thierry Garance, il crée « Tic Tac Boum Public » une version en live, sur scène, parodie d'émission télévisuelle. La première s'est déroulée à Tours sur la Guinguette des bords de Loire, puis à Ussel dans le festival « Chamboultout ».
En 2015, il publie un jeu de société coopératif : « Les Poilus » en collaboration avec Fabien Riffaud. Le jeu est illustré par Tignous. Le sous-titre, « l'amitié plus forte que la guerre » donne le ton du jeu.
Par la suite, une extension « Aux Ordres ! » est publié.
En 2016, s’achève un projet entamé en 2008 avec Tignous : le dessin animé de « Pandas dans la Brume », 15 épisodes de 2 min 30. Coréalisé avec Thierry Garance, scénario de Francois Rollin, avec aux voix : Francois Rollin, Sophia Aram, Vincent Dediennes, Thomas Sagols, Thomas Chabrol, Mélodie Orru, Logan Decarvalho et Robin Causse. Produit par Melting Productions, Bip TV, LCP et France Télévision.
D'abord en 2016 avec Philippe des Pallières, puis en 2017 avec Julien Prothière, il participe à une résidence d'Auteur de Jeux à Toulon, à l'initiative de la ville et de l'association Les Yeux dans les Jeux.
En 2017, il publie avec Fabien Riffaud le jeu : « Décrocher la Lune » chez Bombyx (éditeur). Un jeu d'adresse, d'équilibre et de poésie.
En 2018, à la suite d'une résidence d'artiste organisée par l'association Courteline à Tours, il crée avec Simon Havard un jeu : « Carnavalesque ». 
En 2018, la Saison 2 du dessin animé des « Pandas dans la Brume » a été coréalisé avec Thierry Garance, scénario de François Rollin, François Morel, Charline Vanhoenacker, Guillaume Meurice... 30 épisodes de 2,30 minutes. Diffusé sur France 5 en janvier et février 2019.
En 2019, un scénario pour le jeu narratif « Time Stories » : « Madame » écrit avec Fabien Riffaud est publié par les Space Cowboys, un éditeur de jeux de société. 
En 2019, est publié en France (chez EDGE) après une sortie américaine (2018 chez CMON) : "Les Poilus, Édition Armistice". Constitué d'une campagne scénarisée, de l'intégration du jeu de base, de l'extension et de l'équivalent de plusieurs autres extensions. Avec aussi des figurines pré-peintes. C'est la version intégrale du jeu et le point final à l'aspect éditorial des "Poilus".
En 2021, est publié aux États-Unis (chez CMON) le jeu "We care" reprenant le système de jeu des "Poilus" mais dans lequel les poilus sont remplacés par des soignants gérant des pénuries, des lits, des urgences et leur surmenage pendant une violente pandémie. C'est un jeu complètement autonome et indépendant de sa référence. Conçu et réalisé pendant les confinements de 2020 par le même duo d'auteurs et illustré par Étienne Le Roux. Une partie du prix de vente du jeu est reversé à l'association Médecins sans frontières.      
En 2021, est publié en France (chez les Jeux Opla) une série de jeux appelés "Cartzzle". Ce sont des cartes qui se superposent façon puzzle. Avec des défis et des modes de jeux différenciés entre chaque opus. Créés avec Florent Toscano et David Boniffacy, ils comptent trois modèles dans deux gammes. Dans la gamme Classique : La Dame à la licorne, tapisserie médiévale, "Les jeux d'enfants" de Pieter Brueghel l'Ancien et "Le Baiser" de Gustave Klimt. Dans la gamme Création : "Exporation extrème" dessiné par Jérome Jouvray et mis en couleur par Anne-Claire Jouvray, "La curieuse Basilique" dessiné par Mattias Adolfsson et "Brocéliande" dessiné par Pauline Detraz.  
En 2022, est publié en France (chez les Jeux Opla) la seconde série de jeux appelés "Cartzzle". Cette saison compte 3 modèles. Dans la gamme Classique : "La Nuit étoilée" de Vincent Van Gogh. Dans la gamme Création : "Labyrinthe, Champs dessus dessous" dessiné par Stéphane Escapa. Dans une nouvelle gamme Science : "Foules" dessiné par Jacques Lerouge, en partenariat avec la Cité_des_sciences_et_de_l'industrie à l'occasion d'une exposition "Foules" basée sur les travaux de Mehdi Mousaïd.  
Toujours en 2022, est publié en France (chez Don't Panic Games) "Silex and the city, le jeu", adapté de la bande dessinée de Jul , éditée chez Dargaud, créé avec Fabien Riffaud. Il s'agit d'un jeu de cartes dans lequel la famille Dotcom et leur voisins s'emploient à ne pas avoir d'idées. Car effectivement les idées mènent à des découvertes et les découvertes à l'évolution et l'évolution à la situation inextricable dans laquelle vont se retrouver leur descendants... Dans ce jeu il s'agit surtout de ne pas perdre...  
Fin octobre 2022, est publié en France (chez Kyf édition) "TRACKS" un jeu d'enquêtes en immersion audio. Co-créé avec Christian Rubiella, illustré par Pierô, musique de PV Nova et application de Nicolas Normandon. À partir de bande son et en s'aidant d'un plan de la ville de Siren Bay et des caméras de surveillance installées dans les rues, les joueurs vont essayer de résoudre des "affaires" en localisant et en faisant arrêter les malfaiteurs. Construit comme une série TV le jeu dénonce le tout sécuritaire tout en le présentant de façon ludique.
En janvier 2023, est publié en France (chez Gigamic) "Sur le fil" un jeu d'oiseaux en équilibre sur un fil tendu entre des poteaux fixés sur la boîte du jeu.  Destiné à un public familial à partir de 6 ans ce jeu a été initié pendant la résidence d'Auteur de Toulon en 2017 avec Julien Prothière co-résident et co-auteur du jeu, il a des règles compétitives et coopératives.
En octobre 2023, est publié en espagnol et en langue anglaise  (chez Ludonova) (éditeur espagnol) "Fictions, mémorias de un gangster". Co-créé avec Fabien Riffaud. C'est un jeu coopératif ou les joueurs vont essayer de développer leur gang de malfaiteurs à travers des minis campagnes de 3 des 6 scénarios rejouables, le dernier des 3 étant toujours "Main basse sur la ville" dans lequel les truands tentent de se faire élire à la mairie...
Septembre 2024, parution en France de « In Extremis » (chez les Jeux Opla), co-créé avec Julien Prothière . Un jeu coopératif sur la transition énergétique, inspiré d'un spectacle vivant « Si un watt m'était ôté » de la compagnie Les Effets Papillon. Dans ce jeu une IA un peu folle tire des conclusions de chaque partie pour chercher une solution... Les joueurs sont des bénévoles qui vivent des expériences pour nourrir l'IA en data et réactions humaines. 16 expériences différentes permettent d'explorer de nombreux mode de gouvernances, politiques, techniques, religieux, fantaisistes... Un jeu frénétique de surcharge mentale.  

## Ludographie

### Avec Julien Prothière
- In Extremis, 2024, Jeux Opla
- Sur le Fil, 2023, Gigamic

### Avec Christian Rubiella
- TRACKS, 2022, Kyf édition

### AvecFlorent ToscanoetDavid Boniffacy
- Cartzzle, 2022 - "Foules" illustré par Jacques Lerouge, en partenariat avec la Cité des sciences et de l'industrie, Jeux Opla
- Cartzzle, 2022 - "La Nuit étoilée" de Vincent Van Gogh, Jeux Opla
- Cartzzle, 2022 - "Labyrinthe, Champs dessus dessous" de Stéphane Escapa, Jeux Opla
- Cartzzle, 2021 - "La dame à la Licorne", Jeux Opla
- Cartzzle, 2021 - "Les jeux d'enfants" de Pieter Brueghel l'Ancien, Jeux Opla
- Cartzzle, 2021 - "Le Baiser" de Klimt, Jeux Opla
- Cartzzle, 2021 - "Exporation extrème" de Jérome Jouvray, Jeux Opla
- Cartzzle, 2021 - "La curieuse Basilique" de Mattias Adolfsson, Jeux Opla
- Cartzzle, 2021 - "Brocéliande" de Pauline Detraz, Jeux Opla

### AvecSimon Havard
- Carnavalesque, 2018, Association Courteline

### AvecFabien Riffaud
- Fictions, mémoires de gangster, 2023, Ludonova
- Silex and the city, le jeu, d'après la BD de Jul, 2022, Don't Panic Games
- Armistice Digital édition, The Grizzled game, 2022, CMON
- We Care, 2021, CMON
- Les Poilus, édition Armistice, 2018, CMON
- Madame, scénario Time Stories, 2019, Space Cowboys
- Décrocher la Lune, 2017, Bombyx
- Aux Ordres ! extension pour Les Poilus, 2016, Sweet Games
- Les Poilus, 2015, Sweet Games, puis 218, CMON

### Avec Sylvie Barc
- Tic Tac Boum et Tic Tac Boum Junior, 2011, Asmodée
- Bombay Bazar, 2001, Tactic, jeu de l'année au Danemark et en Finlande
- Tic Tac Boum Junior, 2000, Ravensburger puis Goliath
- Tic Tac Boum, 1998, Ravensburger puis Goliath
- Das Gold der Maya, 1997, Kosmos
- Tic Tac Boum, 1994, jeu de l'année en Angleterre et au Danemark, As d'Or du jeu familial à Cannes en 1998, Wiener Spiele Mischung
- Pferdchen lauff Galopp, 1994, Schmidt Spiele
- 1, 2, 3 j'irai dans les bois, 1994, EGD
- Une poule sur un mur, 1994, EGD
- Il pleut, il pleut bergère, 1994, EGD
- Savez-vous planter les choux ?, 1994, EGD
- Loup y-es tu ?, 1994, EGD
- L'Arc-en-ciel, 1994, EGD
- Tyrannausorus Rex, 1993, Schmidt Spiele
- Paris Zoom, 1986, Jeux Descartes

### Avec Sylvie Barc,Philippe des PallièresetPatrice Pillet
- Spirou et les champignons géants, 1995, Jeux Nathan. Récompensé au Festival International de Jeux de Cannes 1995 : As d’Or Jeu Cadet

### Avec Sylvie Barc et Frédéric Leygonie
- Élixir, 1993, Asmodée (As d’Or 1997, Jeu de Convivialité)

## Nominations et récompenses

### As d'Or Jeu de l'année
- Récompensé par l'As d'Or Jeu Cadet 1995 : Spirou et les champignons géants, 1995, co-auteurs Philippe des Pallières, Patrice Pillet et Sylvie Barc
- Récompensé par l'As d’Or 1997, Jeu de Convivialité : Élixir, 1993, Asmodée
- Récompensé par l'As d'Or du Jeu familial 1998 : Tic Tac Boum, 1994, co-auteur Sylvie Barc

### Nominations "Tic Tac Boum"
- Élu Jeu pour enfants de l'Année 2017 en Pologne,
- Nommé au Golden Geek (États-Unis) en 2015,
- Élu Jeu de l'Année en Angleterre et au Danemark,
- Récompensé par le prix Wiener Spiele Mischung en Autriche en 1998

### Nominations "Les Poilus"
- Nommé au Golden Geek (États-Unis) en 2015
- Nommé au Best Co-Op Game (Dice Tower Gaming Award) en 2015
- Nommé au Best Game Artwork (Dice Tower Gaming Award) en 2015
- Nommé au Origins Award (États-Unis) en 2015
- Recommandé par le  Spiel des Jahres (Allemagne) en 2017
- Nommé au Best Co-Op Game (Dice Tower Gaming Award) en 2015
- Nommé au Prix du public du jeu de Saint-Herblain Double 6 en 2016

### Nominations et récompenses "Décrocher la Lune"
- Nommé au Cardboard Republic Socializers en 2018
- Nommé au Prix du public du jeu de Saint-Herblain Double 6 en 2018
- Lauréat du American Tabletop Award - Early Gamers 2019
- Lauréat du SilverFLIP 2021, à Parthenay

## Séries animée

### AvecThierry Garance
- Pandas dans la Brume Saison 3, d'après Tignous, 30 épisodes de 2,30 min, 2022.
- Pandas dans la Brume Saison 2, d'après Tignous, 30 épisodes de 2,30 min, 2018.
- Pandas dans la Brume Saison 1, d'après Tignous, 15 épisodes de 2 min 30, 2017.
- Maurice et Patapon de Charb, produit par Melting Productions, 72 strips adaptés en 26 épisodes de 3 min, 2007.